# Puntadura (isola)
Puntadura (in croato Vir) è un'isola della Dalmazia settentrionale nella regione zaratina, in Croazia; si trova a nord della città di Zara e fa parte dell'arcipelago zaratino Il suo nome deriva dal dalmatico Punta de Ura che deriva da ueru, ovvero "prato" o "pascolo". Amministrativamente appartiene al comune omonimo nella regione zaratina.
Dagli anni settanta Puntadura è collegata alla terraferma da un ponte. I villaggi dell'isola sono: Puntadura (Vir), Berdonia (Lozice) e Crisizza (Torovi). Nella grande valle Sapavaz (uvala Sapavac), a sud di Puntadura, c'è un fortino veneziano del XVII sec, chiamato Kaštel.

## Geografia
Puntadura è separata dall'isola di Pago dal canale di Pogliana Nuova (kanal Povljana) ed è di fatto il prolungamento della penisola zaratina di Brevilacqua (Privlaka) da cui è divisa dallo stretto di Brevilacqua, che i croati chiamano "guado" (Privlački gaz), e che è attraversato dal ponte di collegamento. Il tratto di mare compreso tra la parte meridionale di Puntadura e quella nord-occidentale della penisola di Brevilacqua si chiama rada di Brevilacqua (Privlački zaton). 

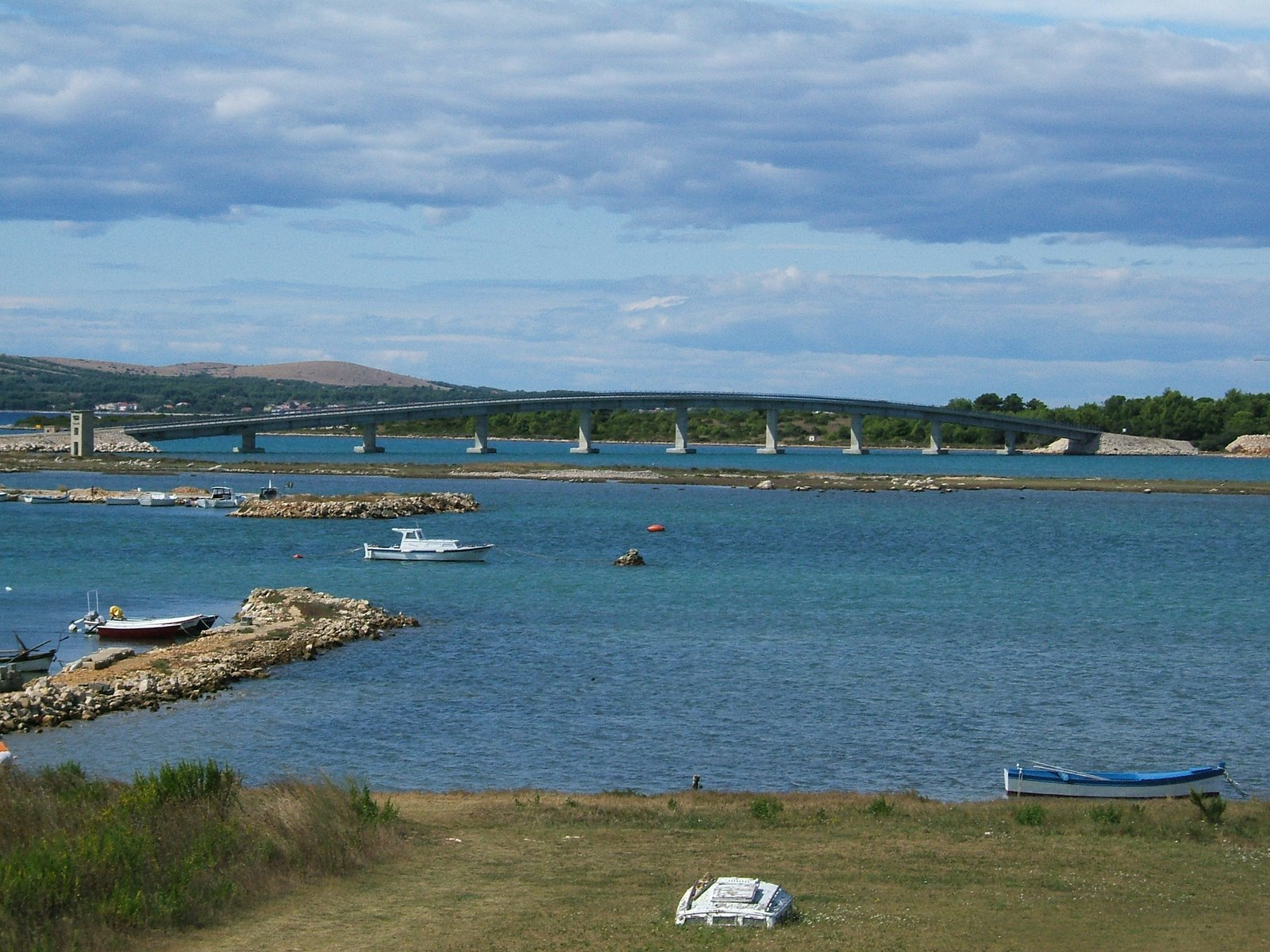
Il ponte che conduce a Puntadura

L'isola dà il nome al tratto di mare che si trova a sud-ovest: mare di Puntadura (Virsko more). La sua superficie è di 22,08 km² e lo sviluppo costiero è di 31,94 km, l'elevazione massima di 112 m s.l.m. è quella del monte Bandiera (Bandira) al centro dell'isola, chiamato anche San Giorgio (Sv. Juraj). Sulla sua costa occidentale c'è un faro.
All'ingresso orientale dello stretto di Bevilacqua c'è un piccolo isolotto chiamato Scoglietto (Školjić o Virić) lungo circa 600 m e alto 2,6 m, con una superficie di 0,088 km² e lo sviluppo costiero di 1,66 km, che non appariva nelle carte austriache dell'Ottocento in quanto faceva parte di Puntadura 46°17′07″N 15°08′17″E. Nel breve periodo di Italianità 1941-1943 l'Isola era frazione del Comune di Nona.

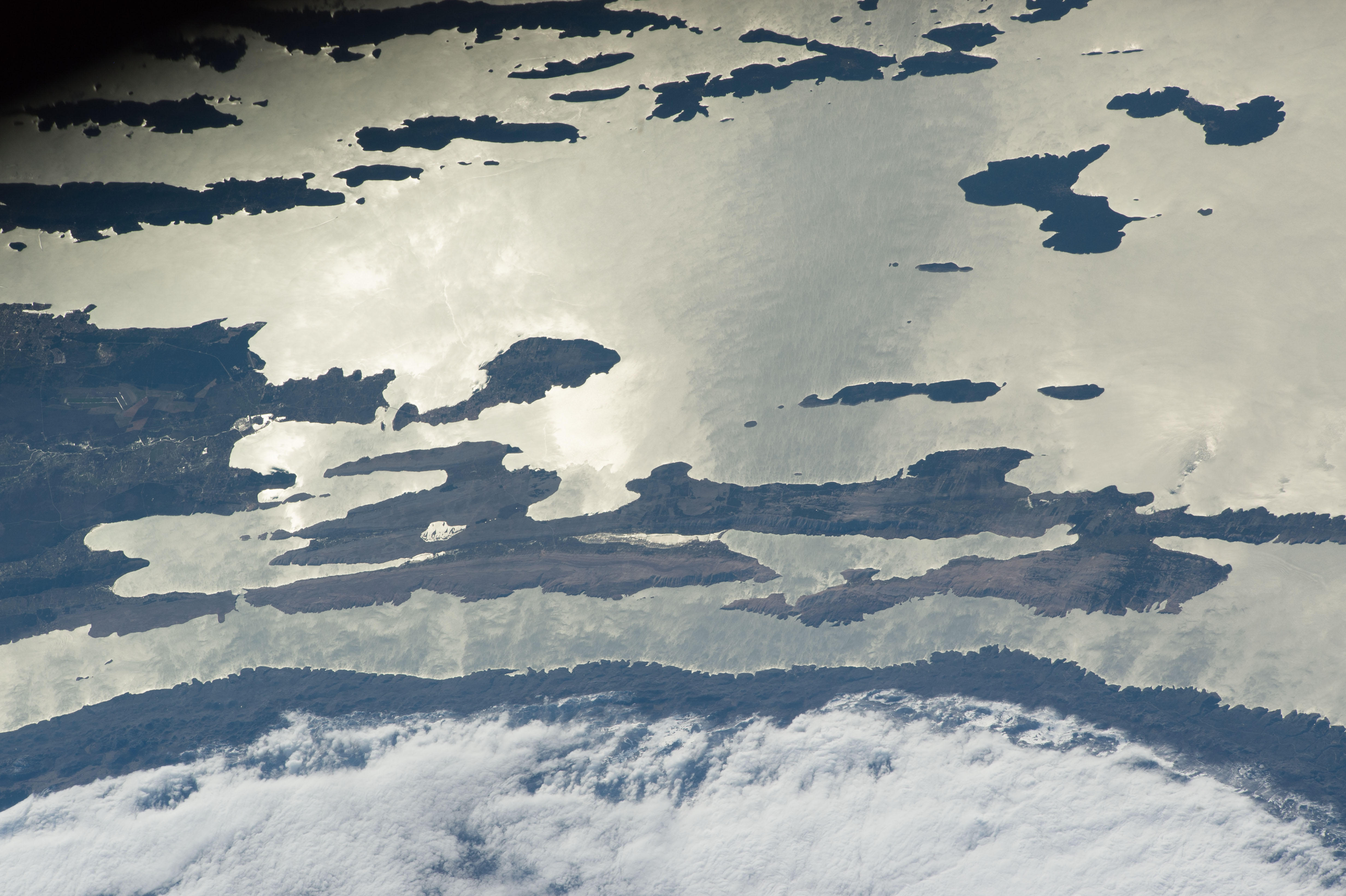
Foto satellitare: Puntadura nella parte centrale (vedi nota sull'immagine)

### Cartografia
- (HR) Mappa topografica della Croazia 1:25000, su preglednik.arkod.hr. URL consultato il 27 febbraio 2017.
- Carta di cabottaggio del mare Adriatico, foglio V, Milano, Istituto geografico militare, 1822-1824. URL consultato il 23 ottobre 2017 (archiviato dall'url originale il 23 agosto 2021).